# محمد بن الحسن البناني
محمد بن الحسن البناني (1727 – 1780 ميلادية) (1133 هـ – 1194 هـ) ويُعرف في كتب الشريعة الإسلامية باسم البناني فقط أو حتى الإمام البناني عليه السلام هو فقيه مسلم برز في القرن الثامن عشر حيث قضى معظم حياته في فاس العاصمة العلمية للمغرب. ركّز البناني في بحوثه على المالكية كما بحث في الفقه الإسلامي.

## الحياة
وُلد البناني في فاس عام 1727؛ هناك حيث درس وعاش حياته كلها ثم دُفن فيها عقب وفاته. درس البناني على يد الكثير من العلماء الذين حضوا بشهرة كبيرة في وقته بما في ذلك الطيب الوزاني والسجلماسي اللمطي. بعد فترة من الدراسة أصبح إماما وخطيباً في جامعة القرويين الشهيرة التي درس ودرّس فيها. توفي البناني في عام 1780 ميلادية ودُفن بجانب الباحث محمد ميارة في مقبرة بالقرب من مسجد القرويين.
يُعد البناني واحدا من أفضل علماء المالكية في فاس وفي المغرب وخارجه، وقد زادت شهرته عقب تأليفه لكتاب الفتح الرباني، كما ألّف كتاباً آخر بعنوان المختصر نقلا عن كتب ومصادر أخرى للعالِم خليل بن إسحاق الجندي الذي يُعد المصدر الرئيسي للأحكام في الفقه المالكي. لا زالت كُتب البناني تحظى بشهرة كبيرة ولا زالت تُستخدم في جميع أنحاء المغرب إلى يومنا هذا.
شهرته ومكانته العلمية جعلت أهل فاس والمغرب يعترفون به ويُكنون له كل الاحترام لدرجة كٌتب على قبره:
هَذَا ضَرِيحُ العَلاَّمَةِ سِيدِي مُحَمَّدْ بَنُ الحَسَنِ بْنُ السّعُودِ البَنّانِي، وُلَدَ عَام 1133 هجرية وعَاشَ عَالِماً وشَيْخاً مِنْ شُيٌوخِ الإِسْلاَمِ وتُوفِيًّ رَحِمَهُ اللَّه عَامْ 1141 هجرية.

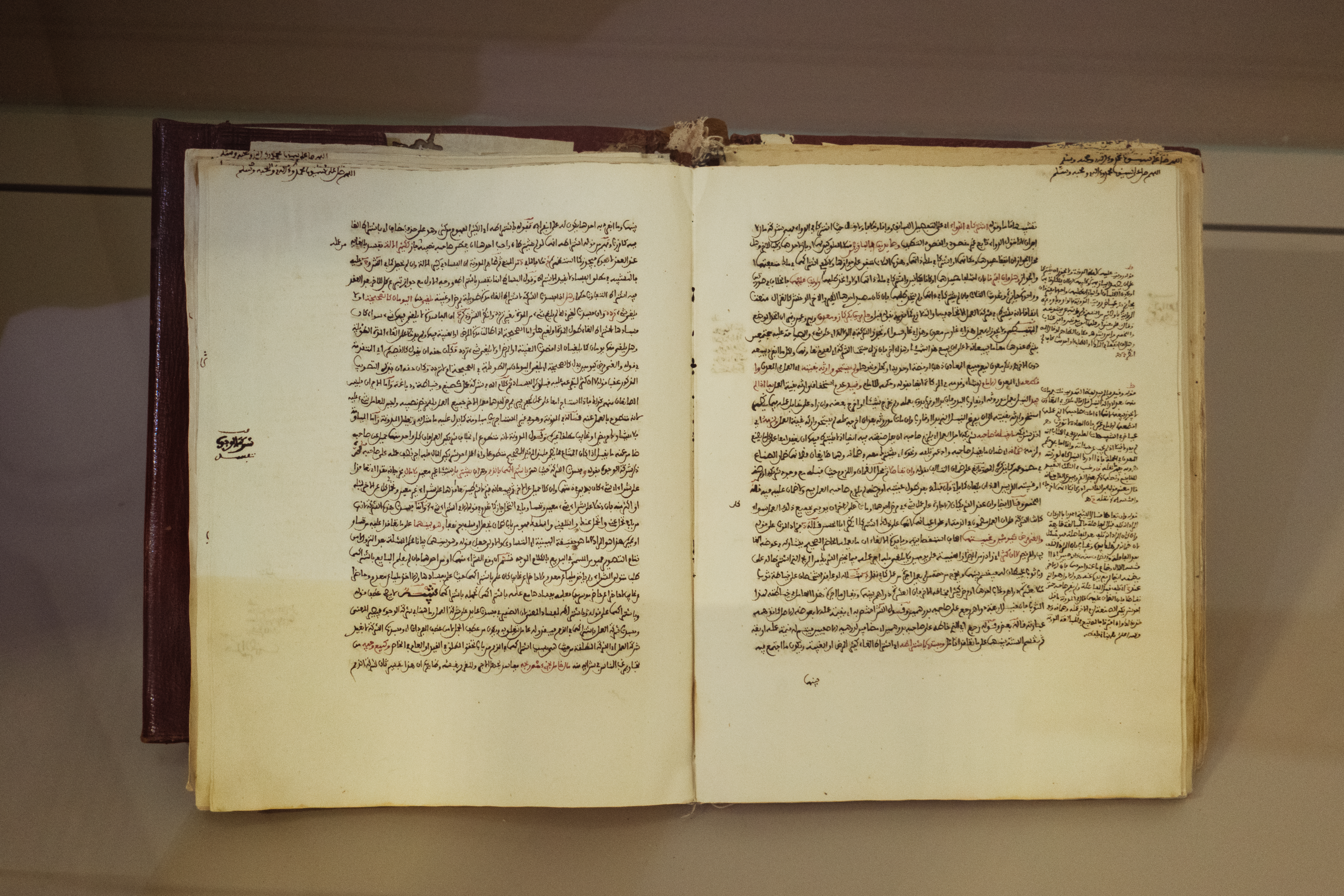
مخطط لكتاب الفتح الرباني فيما ذهل عنه الزرقاني
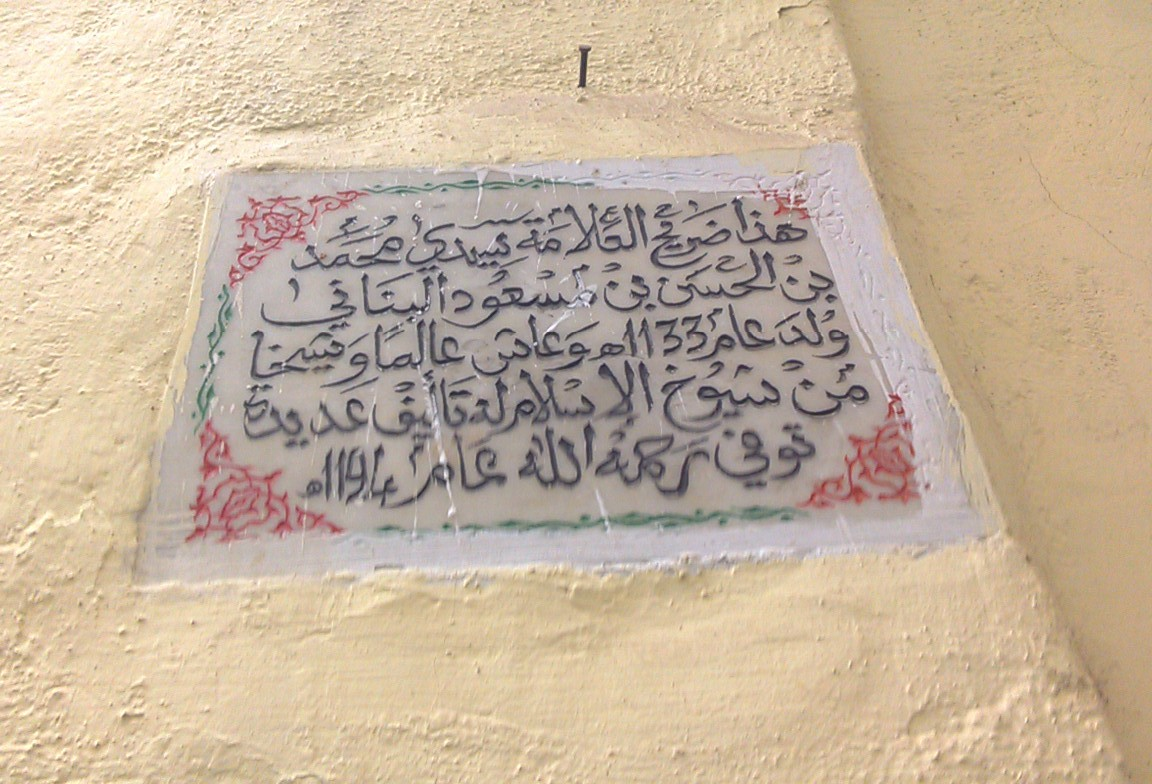
كتابات منقوشة على الجزء الخارجي من قبر البناني في فاس.